# 推动者站
推动者站（西班牙語：Impulsora）是墨西哥城地铁B线的一座地上中间车站，位于墨西哥州内萨瓦尔科约特尔城卡洛斯·汉克·冈萨雷斯大道与拉斯萨巴塔斯谷地大道交汇处。

## 车站设施
该站与雷梅迪奥斯河站类似，利用上跨卡洛斯·汉克·冈萨雷斯大道的高架桥侧边区域，设置连接地面高度4个方向的进出口，但在车站上方有额外2个出口直通上跨桥，供乘客直接前往拉斯萨巴塔斯谷地大道东西两方向。

## 车站命名及标识
墨西哥城地铁官方网站定义“推动者”一名意为“一类在一地或多地从事特定行业及活动的人群，如农业、畜牧业、商贸等”。车站附近有同名街区，且街区内街道多采用墨西哥各地以农产品、畜牧业等而知名的庄园名称命名。
该站的标志为一辆农用手推车及远处的两座庄园建筑。

## 车站历史
该站于2000年11月30日与延长至埃卡特佩克境内的墨西哥城地铁B线北段一同开通。

## 周边重要建筑
- 内萨瓦尔科约特尔城北区市政管理中心，当地居民取该中心旧时建筑上的穹顶结构，而俗称其为“大球”（西班牙語：La Bola）[2]。